# گوردخمه مارسلینوس و پیتر
دخمه مارسلینوس و پیتر (انگلیسی: Catacombs of Marcellinus and Peter)، دخمه باستانی واقع در ۳ مایلی جاده باستانی لابیکانا (Labicana)، (کازیلینا امروزی)، رم، ایتالیا، در نزدیکی کلیسای سنتی مارسلینوس و پیتر در لاتران هست و به نام شهدای مسیحی مارسلینوس و پیتر اشاره دارد که با توجه به سنت‌های مرسوم، در اینجا به خاک سپرده شدند. سال ۲۰۰۶ در نزدیکی کالبد سنت سوزانا یکی دیگر از  قدیسین، بیش از یک هزار اسکلت در این دخمه‌ها کشف شد.
این دخمه در تاریخ ۱۳ آوریل ۲۰۱۴ باز شد و تنها در روزهای شنبه و یکشنبه برای بازدید کنندگان خاص، اجازه بازدید هست.

## نگارخانه

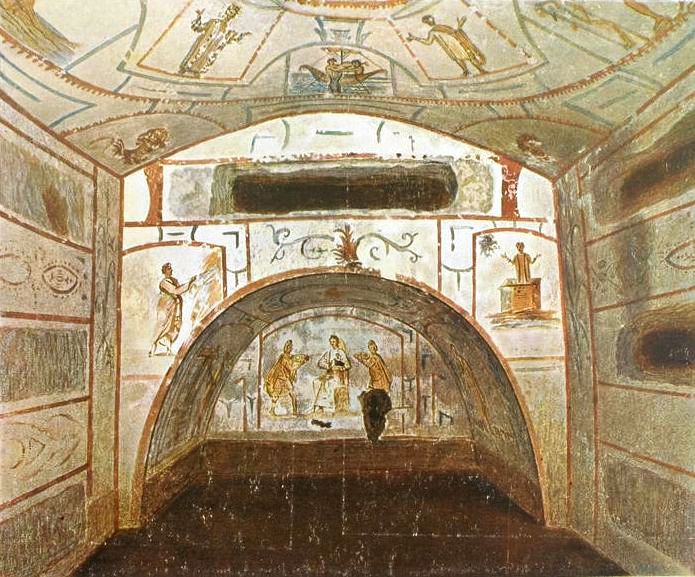
دخمه
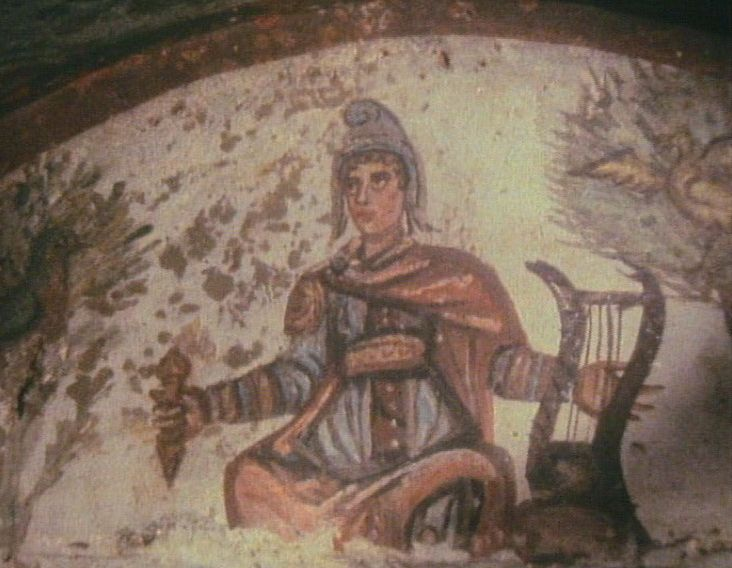
مسیح به عنوان اورفئوس در نقاشی‌های دیواری.
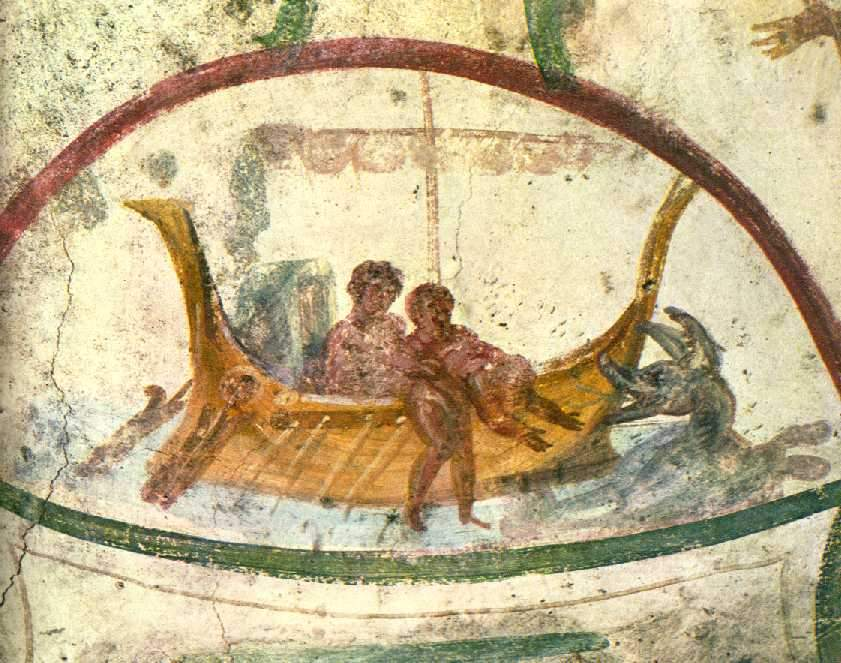
تصویر یونس پیامبر که به دریا انداخته شد.
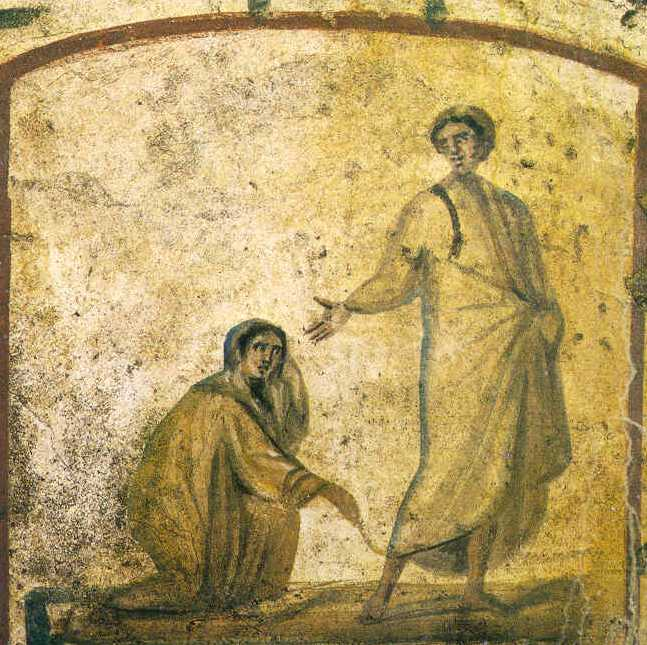
عیسی در شفای خونریزی زن.
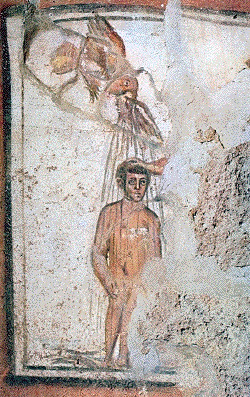
نقاشی آبرنگ از یک غسل تعمید.
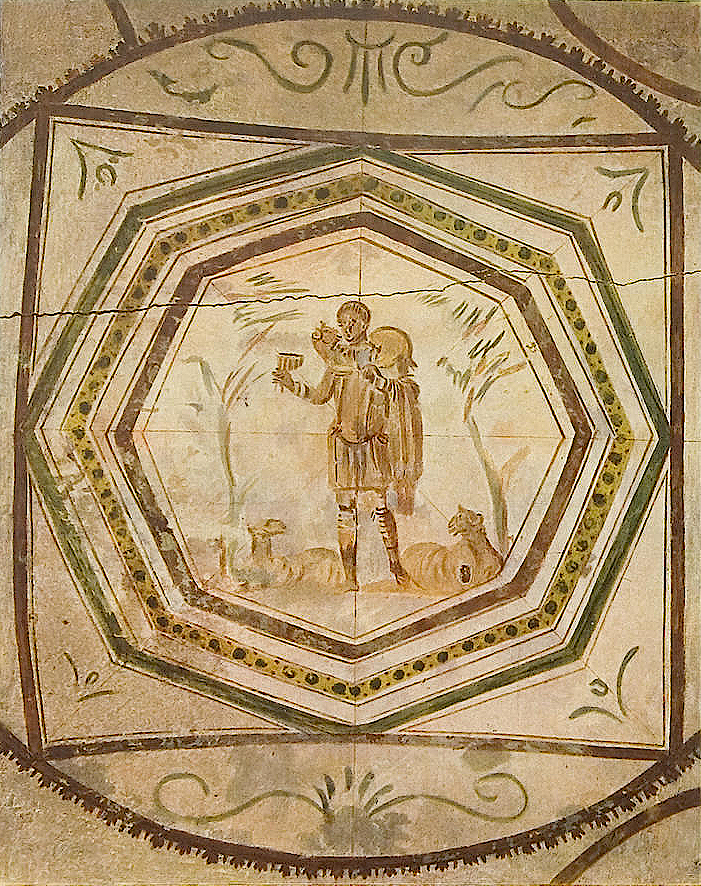
مسیح به عنوان شبان خوب
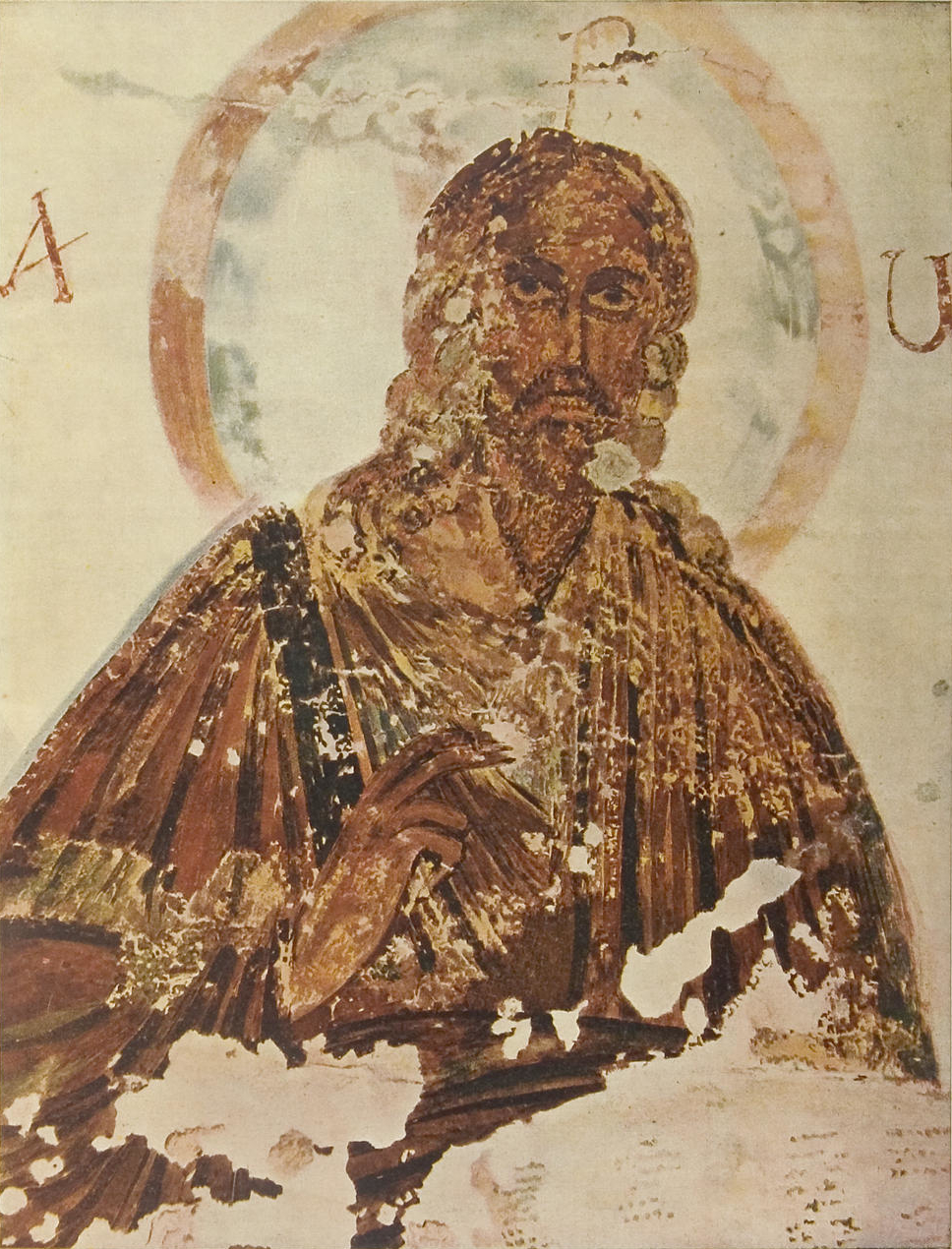
مسیح